# Метро-Голдуин-Майер
Метро–Голдуин–Майер (Ем Джи Ем) е американска компания, занимаваща се главно с производство и разпространение на филми и телевизионни сериали. От 1924 до 1942 г. е безспорният лидер в холивудската киноиндустрия.
От 2005 г. собственик на компанията е Сони Пикчърс Ентъртейнмънт. С това Ем Джи Ем става фактически сателит на Кълъмбия Пикчърс, „перлата“ в короната на Сони.
През ноември 2010 г. МГМ съобщава, че е подала молба за съдебна защита от кредитори, което е равносилно на обявяване на фалит. Още през следващия месец обаче МГМ заявява, че излиза от банкрута и даже съвместно с Кълъмбия работи над филма „Zookeeper“.